# C4 (software)
C4 es uno de los clientes de chat más pequeños con un tamaño de tan solo 4 kByte. El chat combina mensajería instantánea y chat peer-to-peer (P2P), este usa el protocolo Pichat y corre en Microsoft Windows.

## Características
El software soporta las siguientes características:
- Se instala con un clic
- Salas de chat públicos y privados, soporte para salas de chat propias
- Enviar mensajes privados
- Soporte de múltiples idioma: inglés, alemán, sueco